# Psenulus fuscipennis
Psenulus fuscipennis é uma espécie de insetos himenópteros, mais especificamente de vespas pertencente à família Crabronidae.
A autoridade científica da espécie é Dahlbom, tendo sido descrita no ano de 1843.
Trata-se de uma espécie presente no território português.